# Charles Gibson
Charles Gibson é um especialista em efeitos visuais estadunidense. Venceu o Oscar de melhores efeitos visuais na edição de 1986 por Babe, com Scott E. Anderson, Neal Scanlan e John Cox na edição de 2007 por Pirates of the Caribbean: Dead Man's Chest, ao lado de Allen Hall, John Knoll e Hal Hickel.